# Parastasia stella
Parastasia stella är en skalbaggsart som beskrevs av Kuijten 1992. Parastasia stella ingår i släktet Parastasia och familjen Rutelidae. Inga underarter finns listade i Catalogue of Life.